# Сирота (фільм, 2016)
«Сирота» (фр. Orpheline) — французький фільм-драма 2016 року, поставлений режисером Арно де Пальєром. Прем'єра стрічки відбулася 8 вересня 2016 року на Міжнародному кінофестивалі у Торонто. У липні 2017 року фільм брав участь в міжнародній конкурсній програмі 8-го Одеського міжнародного кінофестивалю у змаганні за головний приз — Золотий Дюк .

## Сюжет
Чотири моменти життя чотирьох жіночих персонажів. Дівчинка з сільської місцевості грає в хованки, які обертаються трагедією. Дівчина-підліток, упіймана на нескінченній послідовності втеч з чоловіками: адже все ж краще, ніж занедбаний батьківський будинок. Молода жінка, яка переїжджає до Парижа. І, врешті, доросла досвідчена жінка, яка думала, що вона в безпеці від свого минулого. Послідовно ці персонажі об'єднуються і формують єдину героїню.

## У ролях
| • Адель Енель         | … | Рені             |
| • Адель Екзаркопулос  | … | Сандра           |
| • Солен Ріго          | … | Карін            |
| • Веґа Кузітек        | … | Кікі             |
| • Джаліль Леспер      | … | Даріус           |
| • Джемма Артертон     | … | Тара             |
| • Ніколя Дювошель     | … | батько Кікі      |
| • Сержі Лопес         | … | Моріс            |
| • Карім Леклу         | … | друг батька Кікі |
| • Роберт Гунгер-Бюлер | … | Лев              |
| • Мехді Мескар        | … | Самі             |
| • Йонас Блоке         | … | Патрік           |

## Знімальна група
- Автори сценарію — Крістель Бертева, Арно де Пальєр
- Режисер-постановник — Арно де Пальєр
- Продюсер — Мішель Клейн, Серж Лалу
- Співпродюсер — Ремі Бура, Олів'є Пере
- Оператор — Ів Кап
- Монтаж — Арно де Пальєр, Гійом Лаурас, Емілі Орсіні
- Художник-постановник — Гійом Дев'ярсі
- Художник з костюмів — Наталі Рауль
- Художник-декоратор — Емілі Фейран
- Підбір акторів — Сара Тепер, Лейла Фурньє

## Нагороди та номінації
| Список нагород та номінацій                | Список нагород та номінацій | Список нагород та номінацій     | Список нагород та номінацій      | Список нагород та номінацій | Список нагород та номінацій |
| Кінопремія                                 | Рік                         | Категорія                       | Номінант(и)                      | Результат                   | Дж                          |
| ------------------------------------------ | --------------------------- | ------------------------------- | -------------------------------- | --------------------------- | --------------------------- |
| Міжнародний кінофестиваль у Сан-Себастьяні | 2016                        | Золота мушля за найкращий фільм | Сирота                           | Номінація                   |                             |
| Одеський міжнародний кінофестиваль         | 2017                        | Гран-прі Золотий Дюк            | Сирота                           | Номінація                   | [ 4 ]                       |
| Премія «Люм'єр»                            | 5.02.2018                   | Найкращий фільм                 | Сирота                           | Номінація                   | [ 7 ]                       |
| Премія «Люм'єр»                            | 5.02.2018                   | Багатонадійна акторка           | Солен Ріго                       | Номінація                   | [ 7 ]                       |
| Премія «Люм'єр»                            | 5.02.2018                   | Найкращий сценарій              | Крістель Бертева, Арно де Пальєр | Номінація                   | [ 7 ]                       |